# ロンズデーライト
ロンズデーライト（英: Lonsdaleite）は六方晶系の結晶構造をもつ炭素の同素体。その結晶構造から六方晶ダイヤモンド（ろっぽうしょうダイヤモンド、英: Hexagonal diamond）とも呼ばれる。ロンズデーライトという名称は結晶学者キャスリーン・ロンズデールに由来。

## 発見
自然界においては、隕石が地球に衝突した際の巨大な熱と圧力によって、隕石中のグラファイトの構造が変化し生成される。ロンズデーライトは、バリンジャー・クレーター（米国アリゾナ州）を作った隕石の一部キャニオン・ディアブロ隕石から、1967年に初めて発見された。キャニオン・ディアブロ隕石のほか、ケナ隕石（米国ニューメキシコ州）、アラン・ヒルズ77283（ALH77283とも。南極大陸・ヴィクトリアランド）といった隕石の中から、顕微鏡でしか見えないほど微細な結晶として、ダイヤモンドとともに確認されている。またロシアのツングースカ大爆発の現場からも存在が報告されている。
ロンズデーライトと同じものは、おそらく1967年よりかなり前から、研究室内での静的プレス時や爆薬使用時にグラファイトが加圧加熱されて生成されていたと考えられる。

## 性質
色は黄褐色透明、屈折率は 2.40 から 2.41、比重は 3.2 から 3.3、モース硬度は 3 または 7 から 8。一方ダイヤモンドのモース硬度は 10 である。このロンズデーライトの硬度の低さは主に、天然に存在する材料に含まれる不純物や格子欠陥によるものとみられ、純粋なロンズデーライトはダイヤモンドより 58% 硬いと予想されている。
ブロモホルムをNa-K合金で還元して得られるポリマー、ポリヒドリドカルビンの薄膜をアルゴン雰囲気下で室温から800～1300℃まで昇温、熱分解するとダイヤモンドの薄膜が得られるが、この薄膜中にロンズデーライトが含まれていることが分光学的に見出された。

### 硬度
ロンズデーライトはダイヤモンドよりも 58% 硬い可能性が示唆されている。ネバダ大学ラスベガス校と上海交通大学の研究者らは第一原理計算により、切れ込み状の非常に大きな負荷をかけるとロンズデーライトの抵抗力が 78% も増大するというシミュレーション結果を2009年2月に発表した。
その研究結果から、純粋なロンズデーライトは 152 GPaの超高圧に耐えると推測されるが、これはダイヤモンドの97 GPaより高い。これは、IIa型ダイヤモンドの <111> 先端硬度162 GPaをまだ超えない。

## 結晶構造

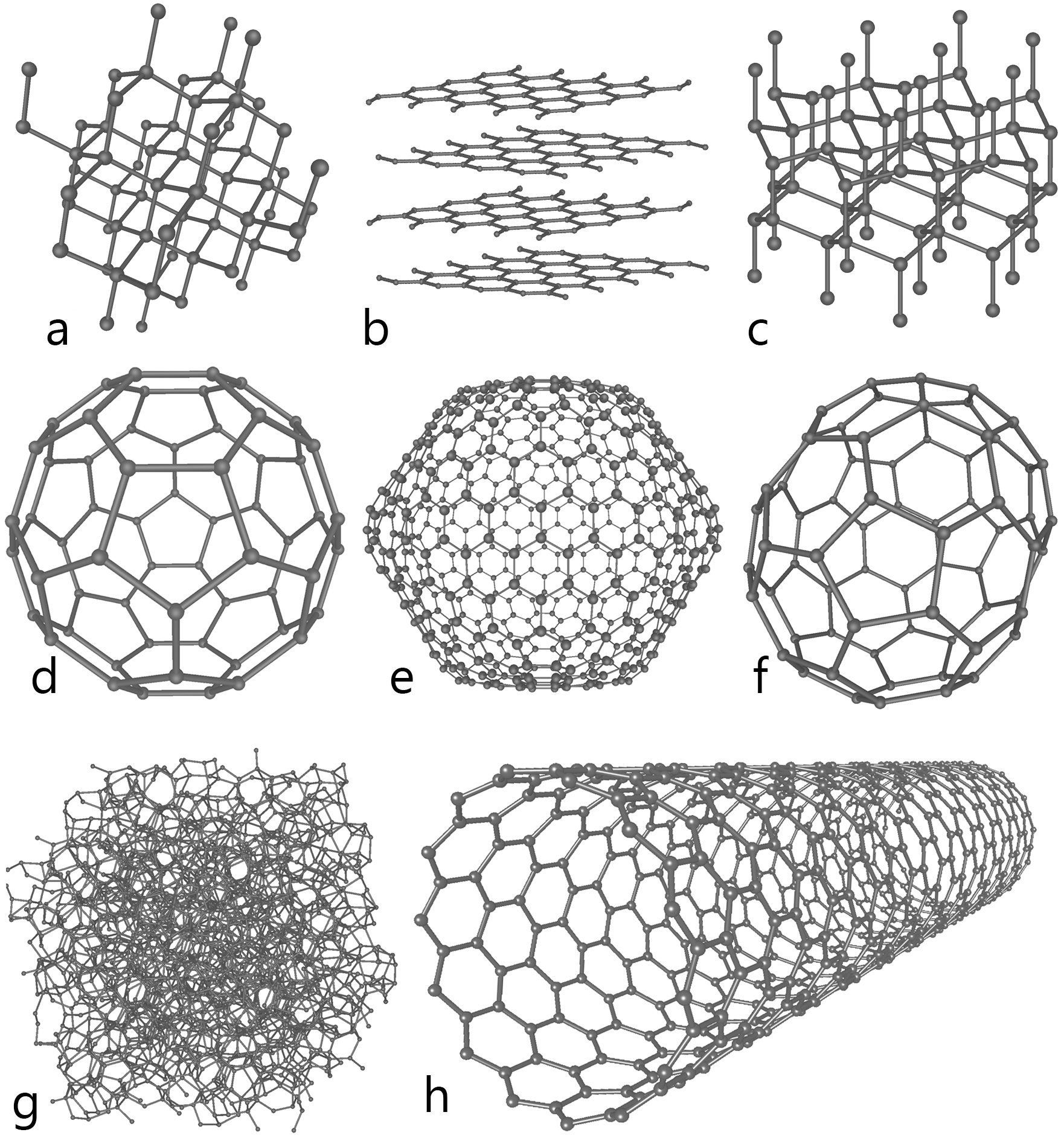
炭素の同素体： a:ダイヤモンド、 b:グラファイト、 c:ロンズデーライト、 d,e,f:フラーレン、 g:無定形炭素、 h:カーボンナノチューブ

ロンズデーライトは六方晶系の単位胞をもち、ダイヤモンドの単位胞と同様、最密充填構造である。ダイヤモンドの立方晶構造は、シクロヘキサン環がいす型配座をとりながら連結したものという見方ができる。一方、ロンズデーライトの構造では連結したシクロヘキサン環の一部がふね型配座をとっている。